# Liste der Monuments historiques in Saint-Laurent (Côtes-d’Armor)
Die Liste der Monuments historiques in Saint-Laurent (Côtes-d’Armor) führt die Monuments historiques in der französischen Gemeinde Saint-Laurent auf.

## Liste der Bauwerke
| Bezeichnung       | Beschreibung              | Standort | Kennzeichnung | Schutzstatus | Datum | Bild           |
| ----------------- | ------------------------- | -------- | ------------- | ------------ | ----- | -------------- |
| Kirche St-Laurent | Erbaut im 17. Jahrhundert | (Lage)   | PA00089641    | Inscrit      | 1926  | weitere Bilder |

## Liste der Objekte

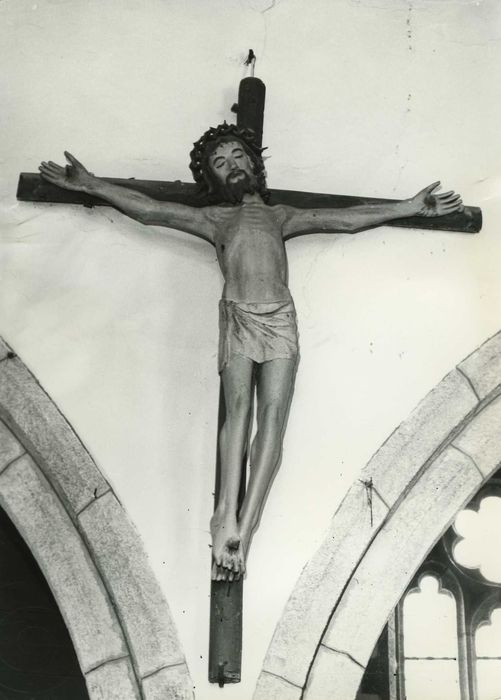
Kreuz in der Kirche St-Laurent

- Monuments historiques (Objekte) in Saint-Laurent (Côtes-d’Armor) in der Base Palissy des französischen Kultusministeriums

Siehe auch: Judaskuss (Saint-Laurent)